# Húrin
Húrin Thalion (439 – 502 ca. P.E.) è un personaggio di Arda, l'universo immaginario fantasy creato dallo scrittore inglese J.R.R. Tolkien. È considerato il più grande guerriero umano dell'antichità, ed è il padre di Túrin Turambar.
Húrin era nipote di Hador, della Casata di Hador e il figlio maggiore di Galdor della Casata di Marach e di Hareth degli Haladin, e Huor era suo fratello minore.
Aveva un cavallo di nome Arroch (dalle radici "ar" nobile e "roch" cavallo) che probabilmente perì nella Nírnaeth Arnoediad.
Era di statura bassa per gli uomini, come sua madre Hareth, ma per il resto era robusto di corporatura, focoso di temperamento e tenace di volontà come il nonno Hador.
Mentre suo fratello Huor era veloce nella corsa, lui era il più resistente; l'amore tra i due fratelli era talmente grande che in gioventù era difficile separarli.

## Il Nome
Il nome Thalion significa Il costante, o L'incrollabile.

## Biografia

### La giovinezza
Nell'anno 458 della Prima Era Huor e Húrin dimoravano con i loro parenti nella foresta del Brethil, quando si unirono ad una battaglia contro gli Orchi, ed in questa occasione i due fratelli si ritrovarono ad un certo punto tagliati fuori dal resto della truppa presso il Guado del Brithiach nella Valle del Sirion, e sarebbero stati sopraffatti, se non fosse stato per l'intervento del Vala Ulmo, che fece sorgere dal fiume una fitta nebbia, permettendo ai due di scappare e rifugiarsi nel Dimbar. Qui smarrirono completamente la strada, finché non furono trovati da Thorondor e dalle sue aquile, che li afferrarono e li portarono in volo al di là dei Monti Cerchianti, nella roccaforte nascosta di Gondolin, nella valle di Tumladen.
Re Turgon li accolse calorosamente, memore delle profezie di Ulmo secondo le quali la Casata di Hador avrebbe aiutato Gondolin nel momento del bisogno. Maeglin, figlio della sorella del re, non li vide invece di buon occhio.
Turgon invece si affezionò ai due fratelli, e avrebbe voluto trattenerli non solo in virtù della sua legge, che proibiva a chiunque avesse trovato la strada per Gondolin di andarsene, ma essi desideravano ritornare con la loro gente, per dar loro man forte nelle guerre contro gli Orchi:
(J.R.R. Tolkien, Il Silmarillion)
Il re cedette, e concesse così loro di partire, a patto che fossero di nuovo trasportati dalle Aquile, e così fu: Húrin e Hour giurarono di non rivelare mai i segreti di Gondolin, e le Aquile li riportarono nel Dor-lómin.
I due giovani non rivelarono nemmeno ai genitori dove erano stati; Húrin rispose a suo padre: "Sii contento che siamo tornati, giacché ciò ci è stato concesso solo in cambio del giuramento di non parlare".
Nel 462 Morgoth assalì lo Hithlum, e il padre di Húrin, Galdor, cadde difendendo gli Ered Wethrin. Húrin riuscì a cacciare via gli Orchi a prezzo di gravi perdite nella pianura di Anfauglith. Poi, Húrin prese il comando del feudo del Dor-lómin nello Hithlum. Due anni dopo si sposò con Morwen della casata di Bëor, soprannominata Eledwhen (Splendore degli Elfi) per via della sua bellezza, e in quell'anno vide la luce il loro figlio Túrin. Ebbe poi anche due figlie, Urwen detta Lalaith (cioè Riso), ma ella morì all'età di tre anni per via di una pestilenza, e Nienor.

### La disfatta della Nirnaeth Arnoediad
Trascorsero i giorni e la potenza di Morgoth si fece più forte. Ma nell'anno 469 della prima era la speranza risorse: i grandi disegni di Maedhros giunsero quasi al compimento e con il rinascere delle forze degli Eldar e degli Edain, gli eserciti di Morgoth vennero scacciati temporaneamente dal Beleriand.
Allora Húrin (472) partì con l'esercito di Fingon che custodiva le frontiere orientali dello Hithlum e rare volte tornava a casa in quel periodo. Dopo essersi riposato per qualche tempo, un mattino suo figlio Túrin, che aveva già quasi otto anni, fu svegliato dal chiaro suono di trombe d'argento e corse all'uscio: nel cortile erano radunati cinquanta uomini a piedi e a cavallo armati alla guerra. Morwen e Túrin capirono che era giunto il momento della cacciata di Morgoth e si diedero l'addio mentre tutti gli uomini gridavano:"Lacho calad! Drego morn! Fiammeggia luce! Fuggi notte!".
Nel mattino di mezza estate, si svolse la Nírnaeth Arnoediad, la Battaglia delle Innumerevoli Lacrime, di cui molti poemi elfici descrivono le gesta. Egli partecipò allo scontro insieme al fratello Huor e ai figli di Hador.
Nel bel mezzo della battaglia, i due si incontrarono di nuovo con Turgon, e fu un'occasione di gioia; purtroppo, la battaglia fu un completo disastro per Elfi e Uomini, e quando stava volgendo al peggio, ed era ormai irrimediabilmente perduta, Húrin e Huor si sacrificarono per coprire la ritirata di Turgon. Huor e i suoi furono massacrati, egli fu ucciso da una freccia avvelenata degli Orchi mentre Re Fingon cadde per mano del Balrog Gothmog, ma Húrin brandendo la sua ascia a due mani, continuò a combattere fino a venir ricoperto dai cadaveri dei nemici.
(J.R.R. Tolkien, Il Silmarillion)
Si dice che Húrin fece cadere lo scudo, e brandendo un'ascia di un comandante orco con due mani, sterminò da solo le guardie troll di Gothmog.
Fu infine catturato vivo per ordine di Morgoth in persona, in quanto era rimasto l'unico a conoscere l'ubicazione di Gondolin, ma il guerriero si rifiutò di rivelargliela, e Morgoth allora, montando in collera, gettò una micidiale maledizione "[...] una sorta di tenebra e dolore [...]" su tutta la casata di Húrin.
Lo sventurato fu così posto su uno dei più alti picchi di Thangorodrim, ed incatenato, o magicamente immobilizzato su un seggio dal quale si vedeva il Brethil, e da dove, attraverso il potere di Morgoth, avrebbe potuto assistere a tutti i mali e le sventure che sarebbero capitati alla moglie Morwen ed al figlio Túrin. Non vide mai la sua seconda figlia Nienor ("Lutto", perché nacque nel periodo successivo alla morte della sorella), che venne alla luce mentre era prigioniero.
(J.R.R. Tolkien, Il Silmarillion)

### La liberazione e la morte
Circa nell'anno 500, dopo la morte di entrambi i figli nelle tragiche vicende di cui furono protagonisti, Húrin venne liberato da Morgoth, che si finse mosso a pietà per lui, povero disgraziato ormai incanutito e su cui - gli disse in pratica - era inutile infierire ulteriormente; ma in realtà le sue intenzioni erano ben diverse.
Nonostante la libertà, Húrin trovò una pessima accoglienza tra i resti della sua gente, e così volse i suoi passi verso i picchi del Crissaegrim, per cercare di ritrovare il regno celato di Turgon, ma non trovò l'entrata, e alle sue invocazioni non rispose nessuno: Turgon infatti, benché gli fosse stata riferita dalle Aquile la presenza di Húrin, non volle farlo entrare nella valle nascosta di Gondolin, pensando che, visto che da Angband era praticamente impossibile scappare, la sola spiegazione fosse che il vecchio amico avesse per forza capitolato. Ma le grida di Húrin furono udite benissimo dalle spie che Morgoth gli aveva messo alle calcagna, il quale venne così a conoscenza della posizione di Gondolin (ma non di come entrarvi).
Solo dopo che Húrin se ne andò Turgon cambiò idea e mandò le Aquile a prelevarlo, ma era troppo tardi, ed esse non riuscirono a ritrovarlo.
Húrin continuò a vagare fino a giungere nella foresta del Brethil dove erano morti i suoi figli, e sulla loro tomba trovò sua moglie Morwen, invecchiata ed ingrigita dagli infiniti dolori subiti, e poco dopo essa spirò, e fu seppellita accanto ai figli dal marito.
E quel luogo, detto anche la "Pietra dello Sfortunato" non venne mai distrutto (diverrà l'isola di Tol Morwen)
In seguito, si diresse a Nargothrond, ormai deserto dove trovò il Nanerottolo Mîm, intento a baloccarsi col tesoro lasciato lì da Glaurung, che nessuno aveva osato toccare per timore della maledizione del drago. Senza ascoltare le suppliche del Nanerottolo, che tempo addietro aveva tradito il figlio, lo uccise senza pietà, e se ne andò da quel luogo, portando con sé un unico prezioso da tutto quel mucchio di tesori: la Nauglamír, o Collana dei Nani, massimo esempio dell'arte orafa dei Nani, un oggetto dal valore incalcolabile.
Húrin si incamminò verso il Doriath, e fu catturato dai Sindarin alle loro frontiere e portato al cospetto di Re Thingol, stupefatto di apprendere che quel vecchio incartapecorito e sinistro era in realtà Húrin Thalion, e lo accolse rendendogli onore; quest'ultimo senza dire nulla scaraventò la Collana che aveva preso alla reggia di Finrod ai piedi del Re, insultandolo con parole piene di rabbia e disprezzo:
(J.R.R. Tolkien, Il Silmarillion)
Solo le parole gentili di Melian riuscirono a calmare il vecchio guerriero, e a liberare la sua mente ottenebrata dall'influenza delle menzogne di Morgoth; Húrin si avvide quindi tutto ciò era in realtà opera di Morgoth, che si era servito di lui, e raccolta la Nauglamír, la porse al re mormorando parole di scusa, e dicendogli che se anche il suo destino preparatogli da Morgoth era ormai compiuto, almeno aveva finito di fargli da burattino.
Infine, si allontanò dalla reggia di Thingol in Menegroth, senza che nessuno osasse fermarlo, e nessuno lo vide più, né seppe che fine abbia fatto, anche se si sospetta sia morto suicida gettandosi in mare.
(J.R.R. Tolkien, Il Silmarillion)

## Altri personaggi di nome Húrin
Personaggi minori col nome di Húrin (appartenenti tutti al popolo dei Dunedain) furono:
- Húrin di Emyn Arnen, Sovrintendente di Gondor sotto Re Minardil.
- Húrin I e Húrin II, Sovrintendenti Reggenti di Gondor.
- Húrin l'Alto, soldato di Gondor, Custode delle Chiavi della Cittadella di Minas Tirith, al tempo della Guerra dell'Anello.